# Rudolf Rentschler

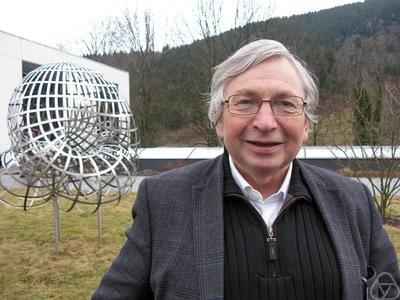
Rudolf Rentschler im März 2012 vor dem Mathematischen Forschungsinstitut Oberwolfach, anlässlich des Workshops Enveloping Algebras and Geometric Representation Theory.

Rudolf Rentschler (* 20. September 1940 in Nagold) ist ein deutscher Mathematiker und Politiker (FDP). In seiner wissenschaftlichen Arbeit konzentrierte er sich vor allem auf Lie-Algebren und deren Darstellungstheorie. Seit 1992 ist er als Bundesrechnungsprüfer seiner Partei tätig.

## Leben

### Herkunft, Ausbildung, Berufs- und Privatleben
Er kam als Sohn von Hugo und Eva Rentschler zur Welt, die im August 1938 geheiratet hatten. Sein Vater führte die familieneigene Wollspinnerei. Die Ehe der Eltern wurde 1948 geschieden. Rentschler besuchte die Oberschule seiner Heimatstadt und studierte anschließend Mathematik und Volkswirtschaftslehre. Das Studium, während dessen er ein knappes Jahr in den Vereinigten Staaten verbrachte, schloss er in beiden Fächern mit Diplom ab. Anschließend wurde er am 22. Februar 1967 mit der Dissertation über Die Vertauschbarkeit des Hom-Funktors mit direkten Summen  bei Friedrich Kasch und Max Koecher an der Ludwig-Maximilians-Universität München promoviert.
Dort war Rentschler in der Folge auch als Mathematiker beschäftigt, bevor er später an die Pariser Universität Pierre und Marie Curie wechselte. 1997 war er Projektleiter einer vom CORDIS unterstützten Forschungsgruppe, die sich mit Orbits, Crystals und der Darstellungstheorie befasste. Im Laufe der Jahre tat er sich in Kooperation mit der Universität Paris VII und dem Centre national de la recherche scientifique als (Mit-)Initiator zahlreicher Seminare und akademischer Veranstaltungen hervor. So zeichnete er beispielsweise im Mai 2000 für die mit Drittmitteln aus dem europäischen TMR-Netzwerk (Training and Mobility for Researchers) finanzierte Konferenz zu „Orbits, Crystals and Representation Theory“ verantwortlich. Eine Konstante ist darüber hinaus seine häufige Organisation der „Journées Solstice d’été“ – einer jährlichen wissenschaftlichen Fachtagung in den Tagen um die Sommersonnenwende – in den Jahren 2002, 2003, 2004, 2006 und 2007. Dabei setzte Rentschler speziell die Lie-Theorie und die Gruppentheorie als Schwerpunkte der akademischen Diskussionen.
2006 verstarb sein Vater im Alter von 101 Jahren. Rudolf Rentschler ist ledig und Kommanditist der Wollspinnerei Louis Rentschler Vermögensverwaltung KG, die die Sheddach-Gebäude der früheren Wollspinnerei Nagold nunmehr verwaltet.

### Politische Karriere

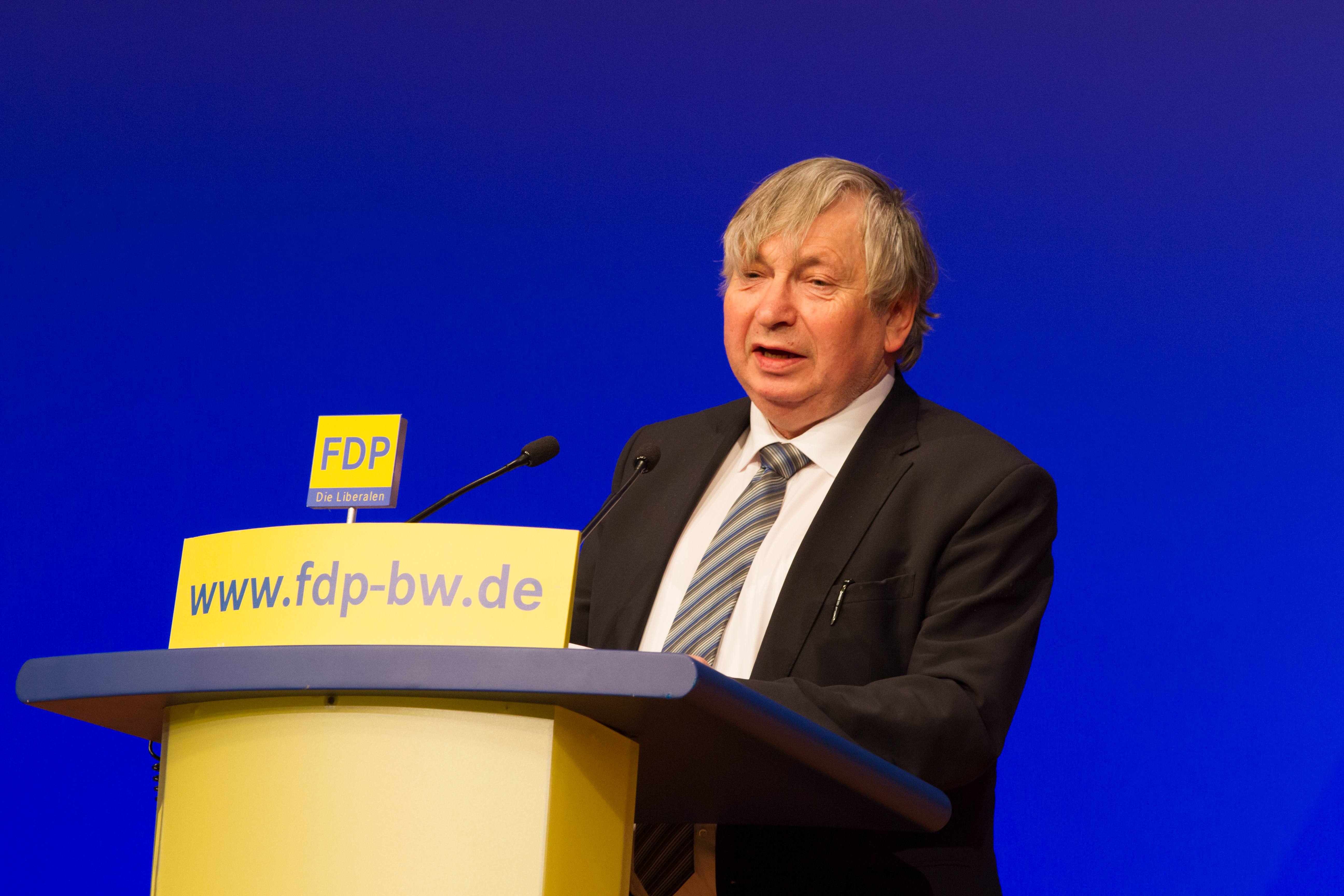
Rentschler im Januar 2015 auf dem Landesparteitag der FDP Baden-Württemberg.

Rentschler trat 1969 in die FDP ein. Fünf Jahre später war er 1974 Gründungsmitglied des Ortsverbandes Nagold, dem er anschließend für zehn Jahre vorstand. Gegenwärtig (Stand: August 2023) ist er dessen stellvertretender Vorsitzender. Darüber hinaus ist er seit 1982 Mitglied im Vorstand des FDP-Bezirksverbandes Nordschwarzwald – zeitweise als stellvertretender Vorsitzender.
Von 1982 bis zum 2. November 2013 übte Rentschler innerhalb seines Landesverbandes das Amt des Landesrechnungsprüfers aus. Der Geschäftsbericht der FDP Baden-Württemberg für den Zeitraum vom 1. Juli 2006 bis 30. Juni 2008 wies ihn zudem als Mitglied des Landesfachausschusses Außen-, Friedens- und Sicherheitspolitik sowie als stellvertretenden Vorsitzenden des Landesfachausschusses Europapolitik aus. Am 2. November 2013 wurde er auf dem 110. Landesparteitag in Filderstadt im zweiten Wahlgang mit 40,95 Prozent der abgegebenen Stimmen in den Vorstand des Landesverbandes gewählt. Rentschler war dort bis 2017 Beisitzer der Abteilung II; seitdem ist er kooptiertes Mitglied.
Bundespolitisch machte Rentschler auf sich aufmerksam, als er am 6. November 1982 auf dem 33. Bundesparteitag in Berlin vergeblich gegen Otto Graf Lambsdorff um den Posten als Beisitzer im Parteipräsidium kandidierte. 1992 wählten ihn die Delegierten des 43. Bundesparteitages in Bremen entgegen einem Vorschlag des Bundesvorstandes zum Bundesrechnungsprüfer und wurde daraufhin immer alle zwei Jahre wiedergewählt. Auch zum 76. Bundesparteitag im Mai 2025 hatte Rentschler das Amt noch inne. Am 15. Mai 2015 kandidierte er auf dem 66. Bundesparteitag gegen Holger Zastrow – abermals als Beisitzer im Präsidium. Er erhielt jedoch lediglich 98 von 572 Stimmen.
Rudolf Rentschler ist auch außerhalb der Landesebene europapolitisch aktiv und kandidierte beispielsweise zweimal für das Europäische Parlament. Am 26. März 1976 gehörte er in Stuttgart zu den Gründungsmitgliedern der Föderation der Liberalen und Demokratischen Parteien in der Europäischen Gemeinschaft (der heutigen Europapartei ALDE) und nimmt seit 1978 regelmäßig als Delegierter beziehungsweise Ersatzdelegierter der FDP an deren Jahreskongressen teil. Seit Mai 2008 ist er Delegierter des FDP-Landesverbandes Baden-Württemberg im Council der ALDE.  Darüber hinaus ist Rentschler seit 1994 ehrenamtlich Sekretär der liberalen Fraktion in der parlamentarischen Versammlung der OSZE.

### Trivia
Rentschler ist wegen seiner näselnden Stimme des Öfteren – insbesondere in den Satiresendungen TV total (Pro7) und heute-show (ZDF) – mit der Trickfilmfigur „Willi“ aus Biene Maja verglichen worden; auf diese Weise ist er einem breiteren Publikum bekannt und sogar als „Kultfigur“ bezeichnet worden.

## Publikationen (Auswahl)
- Die Vertauschbarkeit des Hom-Funktors mit direkten Summen. München, 1967, (München, Universität, Dissertation, vom 23. Februar 1967).
- mit Walter Borho, Pierre Gabriel: Primideale in Einhüllenden auflösbarer Lie-Algebren. Beschreibung durch Bahnenräume (= Lecture Notes in Mathematics. 357). Springer, Berlin u. a. 1973, ISBN 3-540-06561-X.
- als Herausgeber mit Walter Borho, Michel Duflo, Jens Carsten Jantzen: Einhüllende Algebren, Darstellungstheorie und Differentialoperatoren. 2.8. bis 8.8.1987 (= Mathematisches Forschungsinstitut Oberwolfach. Tagungsbericht. 1987, 33, ZDB-ID 529790-4). Mathematisches Forschungsinstitut, Oberwolfach-Walke 1987.
- als Herausgeber mit Alain Connes, Michel Duflo, Anthony Joseph: Operator Algebras, Unitary Representations, Enveloping Algebras, and Invariant Theory. Actes du colloque en l’honneur de Jacques Dixmier. Birkhäuser, Boston MA 1990, ISBN 3-7643-3489-4.
- als Herausgeber mit Anthony Joseph, Fulbert Mignot, François Murat, Bernard Prum: First European Congress of Mathematics. Paris, July 6–10, 1992. 3 Bände. Birkhäuser, Basel u. a. 1994;
  - Band 1: Invited Lectures (Part 1) (= Progress in Mathematics. 119). 1994, ISBN 3-7643-2798-7;
  - Band 2: Invited Lectures (Part 2) (= Progress in Mathematics. 120). 1994, ISBN 3-7643-2799-5;
  - Band 3: Round Tables (= Progress in Mathematics. 121). 1994, ISBN 3-7643-2800-2.
- als Herausgeber mit Anthony Joseph, Anna Melnikov: Studies in Memory of Issai Schur (= Progress in Mathematics. 210). Birkhäuser, Boston u. a. 2003, ISBN 0-8176-4208-0.
- mit Walter Borho: Sheets and hearts of prime ideals in enveloping algebras of semisimple Lie algebras. In: Journal of Algebra. Band 304, Nr. 1, 2006, S. 324–348, doi:10.1016/j.jalgebra.2006.02.006.
- A Negative Answer to the Problem of Dixmier on Hearts of Prime Quotients of Enveloping Algebras. In: Communications in Algebra. Band 36, Nr. 3, 2008, S. 1153–1170, doi:10.1080/00927870701509537.